# Świesz
Świesz (dawniej: Świsz) – wieś w Polsce położona w województwie kujawsko-pomorskim, w powiecie radziejowskim, w gminie Bytoń.

## Grupy wyznaniowe
Świesz przynależy do parafii Bytoń, dekanatu piotrkowskiego, diecezji włocławskiej.

## Podział administracyjny
W latach 1975–1998 miejscowość administracyjnie należała do województwa włocławskiego.

## Demografia
Według Narodowego Spisu Powszechnego (III 2011 r.) liczyła 320 mieszkańców. Jest drugą co do wielkości miejscowością gminy Bytoń.

## Krótki opis
Wieś typowo rolnicza, zwodociągowana. Znajdują się w niej 82 budynki mieszkalne. Powierzchnia gruntów ogółem wynosi 346,10 ha, w tym: użytki rolne 326,02 ha (94,2%); grunty orne 305,51 ha (88,3% wszystkich gruntów). W Świeszu znajduje się zabytkowy zespół dworsko-parkowy położony nad Jeziorem Świeskim.

## Położenie i warunki geograficzne
Świesz znajduje się na obszarze Wysoczyzny Kujawskiej. Zasadnicze rysy rzeźby związane są z działalnością lądolodu i wód subglacyjnych. Wysokości względne wynoszą od 2 do 20 m, a spadki (nachylenie) terenu od 5 do 8%. Świesz jest położony na terenie szczególnie zagrożonym deficytem wody. Obszar ten charakteryzuje się najmniejszymi w Polsce rocznymi opadami atmosferycznymi (około 500 mm). Na miesiące letnie przypada największa ilość opadów. Suma opadów od kwietnia do sierpnia wynosi tu mniej niż 250 mm. Wiatry w tym rejonie mają przeważnie kierunek z sektora zachodniego i południowo-zachodniego. Średnia roczna temperatura wynosi +7,8 °C, natomiast średnia roczna temperatura dla miesięcy najcieplejszych i najzimniejszych wynosi odpowiednio +18,2 °C dla lipca i –2,7 °C dla lutego.

## Historia
Najwcześniejsza udokumentowana wzmianka o Świeszu pochodzi z 1557 roku. Wieś Świesz w parafii Kaczewo składała się wtedy z 2 gospodarstw. W 2. połowie XVI wieku właścicielem Świesza był Andrea Świeżewski. W 2. połowie XVII wieku właścicielem Świesza był kasztelan bydgoski Andrzej Gąsiorowski herbu Ślepowron. W roku 1673 wzmiankowane jest w Świeszu istnienie kaplicy pod wezwaniem św.Rocha. Uposażeniem kaplicy były 2 łany ziemi w dobrach królewskich Bytoń, zwane Głuszkowska i Mądrzycka nadane w tymże roku. Według informacji z wizytacji kanonicznej z 1761 roku kaplica była drewniana z prezbiterium i nawą oraz wieżą służącą jako dzwonnica. Kaplica posiadała często odnawiany ołtarz główny pod wezwaniem św. Rocha (z tabernakulum do przechowywania Najświętszego Sakramentu) oraz 2 ołtarze boczne: św. Macieja (św. Mateusza) i św. Augustyna. Była wyposażona we własne srebrne naczynia liturgiczne. Opiekę duszpasterską nad kaplicą sprawowali franciszkanie z Radziejowa. Właściciele majątku utrzymywali organistę. Według informacji z wizytacji kanonicznej z 1778 roku mieszkańcy wsi Świesz rzadko uczęszczali do bytońskiego kościoła parafialnego, gdyż korzystali z miejscowej kaplicy. Według informacji z wizytacji kanonicznej z 1786 roku kaplica była bardzo zaniedbana i chyliła się ku upadkowi.
Około 1803 roku majątek nabył Franciszek Ksawery Dmochowski, poeta, działacz społeczny, tłumacz, publicysta. W dworku w Świeszu w latach 1805–1808 Franciszek Ksawery Dmochowski (znany m.in. z pierwszego polskiego tłumaczenia Iliady Homera) tłumaczył na język polski Eneidę Wergiliusza. Dzieje majątku na początku XIX wieku zostały spisane przez Franciszka Salezego Dmochowskiego – syna Franciszka Ksawerego Dmochowskiego – w jego pamiętnikach pt. Wspomnienia od 1806 do 1830 roku. Franciszek Salezy Dmochowski sprzedał majątek Świesz w 1822 roku.
W drugiej połowie XIX wieku dobra Świesz składały się z folwarków Świesz i Trojaczek o łącznej powierzchni 1592 mórg. Na folwark Świesz przypadało:
- 550 mórg gruntów ornych i ogrodów,
- 87 mórg łąk,
- 51 mórg pastwisk,
- 80 mórg lasu,
- 37 mórg jeziora i stawy (zarybione Jezioro Świeskie),
- 27 mórg nieużytków,
- 7 budynków murowanych,
- 4 budynki drewniane.

Sama wieś Świesz liczyła w tym czasie 15 zagród i 30 mórg.
W latach 1886–1939 dwór był w posiadaniu rodziny Zaleskich herbu Rawicz. Po zakończeniu II wojny światowej dwór wraz z otaczającym go parkiem został upaństwowiony i szybko uległ dewastacji. W 1988 roku zespół pałacowo-parkowy wykupił Janusz Migdalski, profesor ówczesnej Akademii Techniczno-Rolniczej w Bydgoszczy.

## Ochrona przyrody
W 2009 roku ustanowiono pomnikiem przyrody grupę drzew rosnących w parku dworskim:
- 3 lipy drobnolistne o obwodach: 346, 370 i 415 cm,
- dąb szypułkowy o obwodzie 291 cm.

## Ciekawostki
- W wyremontowanym dworze mieści się prywatne muzeum, w którym można zobaczyć galerię obrazów, dawnych sprzętów. Miejsce mają również wystawy czasowe, takie jak Żniwa na Kujawach, na których zgromadzono dzieła malarzy polskich i niemieckich. W muzealnych zbiorach znajdują się eksponaty związane z epoką napoleońską i Księstwem Warszawskim oraz polskie ziemiaństwem. W księgozbiorze znajduje się pierwszy przekład Iliady Homera.
- Wokół dworu rosną szpalery dorodnych lip. Jest ich tam około 50. Są to jedne z najstarszych okazów lip w Polsce. Franciszek Salezy Dmochowski w swoich pamiętnikach porównywał je do lip w ogrodzie Saskim w Warszawie[14].